# Nhạc Ngạn Trinh
Nhạc Ngạn Trinh (chữ Hán: 樂彥禎, bính âm: Le Yanzhen, ? - 888), nguyên danh Nhạc Hành Đạt (樂行達, Le Xingda), là Tiết độ sứ Ngụy Bác dưới thời nhà Đường trong lịch sử Trung Quốc, cai trị bán độc lập với chính quyền trung ương.

## Thân thế và cuộc sống ban đầu
Nhạc Hành Đạt nguyên quán ở Ngụy châu. Phụ thân ông là Nhạc Thiếu Tịch, từng trải qua chức thứ sử các châu Thiền, Bác, Bối; khi mất truy tặng Thượng thư bộ Công. Lúc còn trẻ, Nhạc Hành Đạt làm quân giáo ở Ngụy châu, phục vụ các đời tiết độ sứ họ Hà và họ Hàn.
Năm 874, Tiết độ sứ đương nhiệm Hàn Giản phong cho Nhạc Ngạn Trinh làm thứ sử Mã bộ quân đô ngu hậu, sau chuyển thứ sử Bác châu. Lúc bấy giờ triều đình nhà Đường ngày một suy yếu, phong trào nông dân khởi nghĩa bùng lên; trong đó tiêu biểu nhất là cuộc nổi loạn của Vương Tiên Chi và Hoàng Sào. Năm 881, Hoàng Sào chiếm Trường An, tự xưng là hoàng đế Đại Tề. Đường Hi Tông kinh hoàng bỏ chạy về Thành Đô. Thấy đất nước rối loạn, Hàn Giản tìm cách mở rộng phạm vi thế lực của mình. Mục tiêu đầu tiên của ông là trấn Hà Dương, hiện nằm dưới sự kiểm soát của tướng giặc trung thành với Hoàng Sào là Gia Cát Sảng.
Mùa năm 882, Hàn Giản 30.000 quân tấn công Gia Cát Sảng ở Tư Vũ. Gia Cát Sảng bỏ thành mà chạy. Nhạc Ngạn Trinh lập công lớn cho chiến thắng này, nên được bổ làm thứ sử Thiền châu.
Năm 883, Hàn Giản xua quân tấn công trấn Thiên Bình, Gia Cát Sảng thừa cơ chiếm lại Tư Vũ. Hàn Giản vội giảng hòa với tướng Thiên Bình Thôi Quân rồi tập trung lực lượng đối phó với Gia Cát Sảng. Gia Cát Sảng sai tướng dưới quyền Lý Hãn Chi cầm quân kháng cự, đánh bại quân Ngụy Bác ở Vũ Trắc. Hàn Giản phải thu quân trở về, do tức giận rồi phát bệnh ung thư rồi chết. Đó là vào tháng 11 năm nguyên niên Trung Hòa (883). Theo Tư trị thông giám thì ông bị tướng sĩ dưới quyền nổi dậy giết chết.
Ngay sau khi Hàn Giản thua trận, Nhạc Hành Đạt dẫn lực lượng của mình chạy về Ngụy châu trước. Quân trung ủng hộ ông lên nắm quyền chỉ huy lục châu của Ngụy Bác. Triều đình nhà Đường phong cho ông làm Kiểm giáo Công bộ thượng thư, Ngụy Bác lưu hậu; không lâu sau lại gia phong Thượng thư bộ Công, Ngụy Bác tiết độ quan sát xử trí đẳng sứ.

## Cai trị Ngụy Bác
Năm 884, Đường Hi Tông ban cho Nhạc Hành Đạt tên mới là Ngạn Trinh, đồng thời phong Thượng thư Tả bộc xạ, Đồng trung thư môn hạ bình chương sự. Khi triều đình nhà Đường khôi phục Trường An, Nhạc Ngạn Trinh được gia phong Khai phủ nghi đồng tam ti, bái Tư đồ.
Nhạc Ngạn Trinh kiêu căng tự đại. Khi đã vững chắc trên ngôi vị Tiết độ sứ Ngụy Bác, ông bắt lính và dân phu để xây La thành bên trong thành Ngụy châu thật vững chắc; và huy động nhiều nhân lực, của cải đắp lại đê cũ ở Hoàng Hà có chu vi 80 lý, buộc họ phải hoàn thành trong một tháng, dân chúng và binh sĩ lấy làm bất bằng. Con trai Ngạn Trinh là Nhạc Tòng Huấn thiên tư bội nghịch. Vào cuối năm 884, tể tướng Vương Đạc bị đẩy làm Tiết độ sứ Nghĩa Thành. Khi Vương Đạc đi ngang qua lãnh thổ Ngụy Bác, Nhạc Tòng Huấn biết Vương Đạc giàu có và nhiều thê thiếp, liền cho 100 quân mai phục ở Chương Nam Cao Kê bạc, bắt thê thiếp tì nữ của Vương Đạc về làm của riêng rồi giết ông ta cùng 300 người hộ tống, cướp hết của cải Đạc mang theo. Nhạc Ngạn Trinh tấu lên triều đình Trường An rằng Vương Đạc bị bọn cướp hại chết. Lúc bấy giờ triều đình nhà Đường chẳng còn trong tay bao nhiêu lãnh thổ, không thể tiến hành điều tra gì. Còn bá tánh ở Ngụy Bác vốn mến mộ thanh danh của Vương Đạc, nên rất thương tiếc ông và bất bình với việc làm của Nhạc Tòng Huấn.
Năm 885, tướng ở trấn Chiêu Nghĩa là Mã Sảng nổi dậy chống lại tiết độ sứ Mạnh Phương Lập, ép Phương Lập giết kẻ có hiềm khích cùng mình là Hề Trung Tín. Tuy nhiên Mã Sảng thua trận và phải trốn sang Ngụy Bác. Trung Tín dùng tiền bạc hối lộ cho Nhạc Ngạn Trinh để ông giết Mã Sảng.

## Bị lật đổ và cái chết
Đến năm 888, sự bất mãn của dân chúng đối với Nhạc Ngạn Trinh đã lên tới đỉnh điểm. Bấy giờ Nhạc Tòng Huấn thu thập 500 tên bỏ trốn làm quân hộ vệ cho mình, gọi là tử tướng, tự do ra vào nội thất. Tuy nhiên về lâu dài Tòng Huấn dần biết được rằng quân sĩ bất mãn với mình bèn bỏ trốn sang huyện lân cận. Nhạc Ngạn Trinh hạ lệnh bổ nhiệm Tòng Huấn làm thứ sử Tương châu. Tòng Huấn có được Tương châu liền thu thập tiền bạc, chuẩn bị binh mã, sai sứ đến Ngụy châu dâng vàng bạc và lụa khiến quân sĩ Ngụy châu nghi ngờ.
Nhạc Ngạn Trinh lo sợ rằng quân sĩ sẽ nổi dậy chống lại mình bèn từ chức Tiết độ sứ, đến xuất gia tại chùa Long Hưng. Trong lúc này sứ giả của Tiết độ sứ Tuyên Vũ Chu Ôn (tên phản tặc của nhà Đường, về sau cướp ngôi, gọi là Ngụy Lương) là Lôi Nghiệp đến Ngụy châu mua lương thực, đã bị giết.
Binh sĩ ủng hộ Triệu Văn Biện nắm quyền chỉ huy. Nhạc Tòng Huấn nghe tin cha mình bị phế truất liền đem 30.000 binh đến tấn công Ngụy châu. Triệu Văn Biện không dám chống lại, quân sĩ liền giết chết ông ta và ủng hộ La Hoằng Tín làm chủ soái. La Hoằng Tín dẫn quân xuất chiến, đánh bại Nhạc Tòng Huấn khiến ông này phải lui về Nội Hoàng. Quân Ngụy Bác kéo sang bao vây Nội Hoàng. Nhạc Tòng Huấn cầu cứu nghịch tặc Chu Ôn, lấy lý do quân Ngụy Bác giết Lôi Nghiệp, nay giúp quân Tuyên Vũ trả thù. Chu Ôn sai tướng dưới quyền là Chu Trân đến cứu Nhạc Tòng Huấn, ban đầu đánh bại quân Ngụy Bác một số trận, chiếm 3 thành. Tuy nhiên giữa lúc chiến sự căng thẳng thì Tòng Huấn bị bộ tướng Trình Công Tín phản bội và giết chết. La Hoằng Tín sau đó cho giết Nhạc Ngạn Trinh, treo thủ cấp hai cha con trước quân doanh. Sau đó sai sứ giả đến tạ lỗi với Chu Ôn, Ôn đồng ý rút quân. La Hoằng Tín được phong làm Tiết độ sứ Ngụy Bác.